# Премоло
Премоло (итал. Premolo) — коммуна в Италии, располагается в регионе Ломбардия, в провинции Бергамо.
Население составляет 1090 человек (2008 г.), плотность населения составляет 57 чел./км². Занимает площадь 18 км². Почтовый индекс — 24020. Телефонный код — 035.
Покровителем коммуны почитается святой апостол Андрей Первозванный, празднование 30 ноября, и святой Дефендент.

## Демография
Динамика населения:

## Администрация коммуны
- Официальный сайт: http://www.comune.premolo.bg.it/ Архивная копия от 21 августа 2010 на Wayback Machine